# Fotí (estrateg)
Fotí (grec medieval: Φωτεινός, Fotinós) fou un comandant i governador militar romà d'Orient actiu durant la dècada del 820.
És esmentat per primera vegada després de la conquesta musulmana de l'illa de Creta a mitjans de la dècada del 820. En aquell moment, quan era estrateg (governador militar) del tema dels Anatòlics, l'emperador Miquel II el Tartamut (r. 820-829) li encomanà recuperar l'illa. A petició seva, més tard rebé reforços dirigits pel protoespatari Damià. Tanmateix, tots dos foren derrotats pels àrabs: Damià perdé la vida i Fotí se salvà per ben poc.
Aquest fracàs no impedí que aviat li fos assignada una altra missió important. Fou enviat a Sicília com a estrateg per sufocar la revolta del turmarca Eufemi, que s'havia passat als aglàbides d'Ifríqiya. Probablement fou el successor de l'estrateg Constantí Sudes, mort per Eufemi, però alguns estudiosos consideren que són la mateixa persona. L'historiador grec Khristos Makripúlias, en canvi, ho troba molt improbable, car li sembla evident que Fotí va ser nomenat estrateg de Sicília abans de l'expedició a Creta. No se'n sap res més a partir del moment que fou destinat a l'illa.
Era besavi de Zoè Carbonopsina, la quarta muller de l'emperador Lleó VI el Filòsof (r. 886-912).